# Ина
 Тази статия е за румънската певица Inna.  За българската певица вижте Ина (певица).  
Елена Александра Апостоляну (на румънски: Elena Alexandra Apostoleanu), по-известна като INNA (на румънски: Inna), е известна румънска поп певица.
С глобални продажби на албуми от 4 милиона копия от първите си три студийни албума, Инна е най-продаваният румънски изпълнител. Получавала е няколко награди и номинации, включително Balkan Music Awards, European Border Breakers Award, MTV Europe Music Awards и Romanian Music Awards. Инна е активист за правата на човека, участва в кампании срещу домашното насилие и в подкрепа на правата на децата и ЛГБТ общността.

## Биография
Дебютира на музикалния пазар с албума „Hot“. Едноименният сингъл „Hot“ за кратко време се изкачва до първа позиция в музикалните класации на Румъния, Португалия, Молдова, България, Ливан, Малта, Полша, Сърбия, Испания, Сирия, Турция, Русия, Унгария, Словакия, Гърция и Украйна.. Друга песен от албума, наречена „Love“, също бележи успех в класациите на Румъния и други европейски държави. Инна записва сингъла „Déjà Vu“ съвместно с румънския поп-певец DJ Bob Taylor, който става хит в Румъния, Молдова, България, Русия, Нидерландия и Унгария . Четвъртият сингъл от дебютния албум „Amazing“ става номер едно в Румъния. Същата песен попада и в музикалните чартове на Франция, Великобритания и Германия. На церемонията на MTV Europe Music Awards 2009 Ина получава наградата за най-добър румънски артист.
На 4 август 2009 г. е издаден дебютният албум на певицата – Hot. Албумът включва суперхитовете Hot, Love, Deja Vu, Amazing, Fever. Дебютният албум на Ина получава наградата за най-добър румънски албум.
На 19 септември 2011 г. е издаден албумът I Am The Club Rocker. От албума се открояват песните: Club Rocker, Sun Is Up, Endless, Moon Girl и други. „I Am The Club Rocker“ получава номинация за най-добър румънски албум. Водещия сингъл от албума Sun Is Up става златен в Италия и Швейцария. В Обединеното кралство сингълът постига сребърен статут. Sun Is Up става седемнадесетия най-продаван албум във Франция, за 2011 г. На 4 март 2013 г. е издаден албума „Party Never Ends“. Суперхитовете в този трети студиен албум на румънската певица са: In Your Eyes, Party Never Ends, INNdiA, Famous. Party Never Ends получава номинация за най-добър румънски албум.
На 30 октомври 2015 г. е издаден албумът „Inna“. В Япония албумът получава името „Body And The Sun“. От албума се открояват известните хитове: Yalla, Diggy Down, Bop Bop, Too Sexy, Summer In December. На 10 юни 2016 г. е издаден сингълът „Heaven“, заснет на Малдивите. Сингълът достига до 4-то място в румънските чартове, и на 151 в Русия. Другите сингли, издадени през 2016 г. са: Rendez Vous, Say It With Your Body, Cum Ar Fi? На 1 февруари 2017 г. е издаден сингълът „Gimme Gimme“. Сингълът достига до 17 място във френските чартове, на 24-то място в Полша, на 5-о в Турция, и между 8 и 16-о място в Румъния. На 21 юни 2017 г. е издаден сингълът „Ruleta“. Песента достига до 26-о място в сръбските чартове, а в румънските чартове, варира от 14-о до 23-то място. На 23 април 2017 г. е издаден сингълът Show Me The Way. На 14 юли 2017 г. е издаден сингълът Fade Away.

## Филантропия и награди
В края на ноември 2011 г. Инна се присъединява към кампанията за борба с домашно насилие Durerea nu este iubire (Болката не е любов), упълномощавайки жените да се изправят срещу насилието, и подписва петиция с молба към румънското правителство да се засили закона за домашно насилие. Като активистка за правата на децата в Румъния, тя подкрепя кампанията на UNICEF No More Invisible Children през 2012 година. Инна започва кампанията „Донесете слънцето в живота ми“, за да повиши обществената осведоменост за насилието над жени. Тя също така записва „Tu tens la força“ („Ти имаш силата“), версия на каталонски език на Гала „Освободена от желанието“ (1996), за телемаратона Marató de TV3 през 2015 година. Инна участва в противодействащия на тормоза на Cartoon Network Румъния CN Clubul Prieteniei (Клуб на приятелството на CN) през 2016 г. и записва нова начална тема на версията на The Powerpuff Girls на румънски език. Същата година тя и други румънски знаменитости подписват отворено писмо в подкрепа на ЛГБТ общността, в отговор на подкрепената от Румънската православна църква акция за изменение на конституционната дефиниция на семейството. Това е критикувано от румънски и международни правозащитни групи като ограничаване на правата на ЛГБТ.
Inna е наречена от The Guardian „един от най-големите износители на Румъния“ въз основа на нейните продажби и популярност. Тя също така е получава редица награди и номинации, включително пет пъти Balkan Music Awards, European Border Breakers Award, три пъти MTV Europe Music Awards за най-добра румънска певица и 13 пъти Romanian Music Awards. Нетното състояние на Inna за 2011 г. е оценено на 8 000 000 евро (приблизително 9,3 милиона щатски долара), а до март 2016 година тя продава четири милиона копия от първите си три студийни албума. През 2015 година Antena 3 съобщава, че Инна е най-продаваният румънски изпълнител в чужбина.

## Личен живот
Инна излиза с мениджъра си Лусиан Щефан в продължение на десет години до 2013 г. През същата година певицата започва връзка с американския фотограф Джон Перес. Към 2020 г. Инна се среща с румънския рапър Deliric. Въпреки че тя отрича, много наблюдатели предполагат, че тя е направила пластична операция на лицето си и е с гръдни импланти. През май 2018 г. певицата е хоспитализирана, след като пада на нестабилна сцена по време на турнето си в Турция; турнето не е засегнато от събитието. Към март 2017 г. Инна живее заедно с майка си и баба си във вила, която притежава в Букурещ. Тя също живее в Барселона.

## В България
На 16 април 2009 г. Инна пее в клуб ШОК, град Хасково.
На 1 октомври 2009 г. Инна пее в Dance Club Oppium Русе, по случай годишнината на заведението.
На 11 октомври 2009 г. Инна изнася концерт на столичния площад „Александър Батенберг“, организиран под патронажа на телевизия „City“ и мобилната мрежа „Loop“.
На 23 юни 2018 г. Инна пее на фестивала „Франкофоли“ в град Благоевград.
На 2 юни 2023 г. отново е в България, този път в град Казанлък, където изпълнява хитовите си песни пред местните жители, по случай Празника на розата и неговото 120-годишно честване.

## Дискография

### Студийни албуми (на английски)
- Hot (2009)
- I Am the Club Rocker (2011)
- Party Never Ends (2013)
- Inna (2015)
- Nirvana (2017)
- Heartbreaker (2020)
- Champagne Problems (2022)
- Just Dance (2023)
- Everything Or Nothing (2024)

### Студийни албуми (на испански)
- YO (2019)
- El Pasado (2024)

### Компилации
- Best Of (2015)
- Summer Hits (2017)
- 10 ans de hits! (2018)

### Сингли
- Hot (2008)
- Nights And Days (2008)
- Fever (2008)
- Left Right (2008)
- Don't Let The Music Die (2008)
- On And On (2008)
- Ladies (2008)
- On And On (Chillout Mix) (2008)
- Love (2009)
- Déjà Vu (с участието на Bob Taylor) (2009)
- Amazing (2009)
- July (2009)
- I Need You For Christmas (2009)
- 10 Minutes (с участието на Play&Win) (2010)
- Sun Is Up (2010)
- No Limit (2010)
- Señorita (2010)
- Moon Girl (2010)
- Club Rocker (2011)
- 10 Minutes (DJ Feel Remix) (2011)
- House Is Going On (2011)
- We're Going In The Club (2011)
- Put Your Hands Up (2011)
- Un Momento (с участието на Juan Magán) (2011)
- Endless (2012)
- W.O.W. (2012)
- Caliente (2012)
- Crazy Sexy Wild (2012)
- INNdiA (с участието на Play&Win) (2012)
- J'Adore (2012)
- Oare (2012)
- Alright (с участието на Play&Win) (2012)
- OK (с участието на Play&Win) (2012)
- More Than Friends (с участието на Daddy Yankee) (2013)
- Shining Star (2013)
- We Like To Party (с участието на Play&Win) (2013)
- Fall In Love/Lie (2013)
- Take Me Down To Mexico (2013)
- Famous (2013)
- Take It OFF (2013)
- Tonight (2013)
- Live Your Life (2013)
- Party Never Ends (2013)
- World Of Love (2013)
- I Like You (2013)
- Light UP (2013)
- Energy (2013)
- Be My Lover (2013)
- In Your Eyes (с участието на Yandel) (2013)
- Dame Tu Amor (с участието на Reik) (2013)
- Spre Mare (2013)
- Boom Boom (Brian Cross, с участието на INNA) (2013)
- P.O.H.U.I. (Carla's Dreams, с участието на INNA) (2013)
- Everybody (DJ BoBo&INNA) (2013)
- Piñata 2014 (Andreas Schuller, с участието на INNA) (2013)
- All The Things (Pitbull, с участието на INNA) (2013)
- Cola Song (с участието на J Balvin) (2014)
- Good Time (с участието на Pitbull) (2014)
- Diggy Down (с участието на Marian Hill) (2014)
- Take Me Higher (2014)
- Low (2014)
- Devil's Paradise (2014)
- Tell Me (2014)
- Body And The Sun (2014)
- Summer Days (2014)
- Summer In December (Morandi, с участието на INNA) (2014)
- Fie ce-o fi (Dara, с участието на INNA, Antonia & Carla's Dreams) (2014)
- Fata din rândul trei (2014)
- Strigă! (Puya, с участието на INNA) (2014)
- Iarăși e Crăciunul (като част от Kiss FM All Stars) (2014)
- We Wanna (Alexandra Stan, INNA, с участието на Daddy Yankee) (2015)
- Mai Stai (3 Sud Est, с участието на INNA) (2015)
- Bop Bop (с участието на Eric Turner) (2015)
- Yalla (2015)
- Too Sexy (2015)
- Salinas Skies (2015)
- Walking On The Sun (2015)
- Fool Me (2015)
- Sun Goes Up (2015)
- Tu tens la força (2015)
- Diggy Down (Piano Deluxe) (2015)
- Te rog (Carla's Dreams, с некредитирани вокали от INNA) (2015)
- Summer In December (DJ Amice Remix) (Morandi, с участието на INNA) (2015)
- Heaven (2016)
- Say It With Your Body (2016)
- Cum Ar Fi? (2016)
- Rendez Vous (2016)
- Call the Police (като част от G Girls) (2016)
- Gimme Gimme (2017)
- Ruleta (с участието на Erik) (2017)
- Fade Away (Sam Feldt and Lush& Simon, с участието на INNA) (2017)
- Show Me The Way (Marco&Seba, с участието на INNA) (2017)
- Nirvana (2017)
- Tropical (2017)
- Hands Up (2017)
- My Dreams (2017)
- Lights (2017)
- Dream About The Ocean (2017)
- Nota de Plată (The Motans, с участието на INNA) (2017)
- Tu Si Eu (Carla's Dreams, с участието на INNA) (2017)
- Milk & Honey (като част от G Girls) (2017)
- Poveste de Crăciun (като част от Kiss FM All Stars) (2017)
- Me Gusta (2018)
- Pentru că (с участието на The Motans) (2018)
- Stay (Dannic, с участието на INNA) (2018)
- No Help (2018)
- Ra (2018)
- Iguana (2018)
- La Vida (2018)
- Locura (2018)
- Sí, Mamá (2018)
- Sin Ti (2019)
- Tu Manera (2019)
- Te Vas (2019)
- Bebe (с участието на Vinka) (2019)
- Baila Conmigo (Yellow Claw, с участието на Saweetie, INNA и Jenn Morel) (2019)
- Contigo (2019)
- Fuego (2019)
- Gitana (2019)
- Not My Baby (2020)
- VKTM (с участието на Sickotoy and TAG) (2020)
- Discoteka (с участието на Minelli) (2020)
- Read My Lips (с участието на Farina) (2020)
- Call Me Now (с участието на Michael Calfan) (2020)
- Pretty Thoughts (с участието на Henri Purnell and Nobody Cares) (2020)
- Sober (2020)
- Nobody (2020)
- Beautiful Lie (2020)
- Gucci Balenciaga (2020)
- Heartbreaker (2020)
- Maza Jaja (2020)
- One Reason (2020)
- Sunset Dinner (2020)
- Thicky (2020)
- Till Forever (2020)
- You and I (2020)
- A venit Crăciunul (като част от Kiss FM All Stars) (2020)
- Flashbacks (2021)
- Cool Me Down (с участието на Gromee) (2021)
- Oh My God (2021)
- It Don't Matter (с участието на Alok и Sofi Tukker) (2021)
- Maza (с участието на Black M) (2021)
- Maza (с участието на Thutmose) (2021)
- Papa (с участието на Sickotoy и Elvana Gjata) (2021)
- Up (2021)
- Up (с участието на Sean Paul) (2021)
- Summer's Not Ready (Flo Rida, с участието на INNA и Timmy Trumpet) (2021)
- Paris to London (с участието на

Romanian House Mafia и Bastien) (2021)
- Aici (с участието на Carla's Dreams, Irina Rimes и the Motans) (2021)
- Party (с участието на Minelli и Romanian House Mafia) (2021)
- Like That (с участието на Brian Cross) (2021)
- Pretty Please (с участието на Gaullin) (2021)
- De dragul tău (2021)
- Acasă de Crăciun (като част от Kiss FM All Stars) (2021)